# Andrew Kay
Andrew F. Kay (nascut el 22 de març de 1919 - 3 de setembre de 2014) va ser president i CEO de Kay Computers, una empresa d'ordinadors personals, i també serví com Assessor Sènior de Negocis per l'Accelerated Composites, LLC.
Kay va cursar el MIT, on es va graduar en Enginyeria el 1940. Va començar la seva carrera amb Bendix seguit de dos anys en el Jet Propulsion Laboratory i més tard va fundar Non-Linear Systems, un fabricant d'instrumentació digital, el 1952. NLS desenvolupat una reputació per proporcionar durabilitat en aplicacions crítiques des de submarins fins a naus espacials - i va continuar en el disseny i la fabricació d'ordinadors. A NLS, ell va inventar el voltímetre digital.
Kay és un fundador del Rotary Club de Del Mar, Califòrnia. Com a membre del Consell d'Administració del Johnson O'Connor Research Institute, ha seguit l'avanç de l'educació, amb especial atenció al desenvolupament d'«un vocabulari per fer pensar» com un component bàsic per a la creació de capacitats de lideratge per als administradors de ciència i tecnologia.